# کئا تووو
کئا تووو (به لاتین: Kea Thoovu) یک منطقهٔ مسکونی در سری‌لانکا است که در استان شمالی (سری‌لانکا) واقع شده‌است.